# Aucuparia americana
Aucuparia americana là loài thực vật có hoa trong họ Hoa hồng. Loài này được (Marshall) Nieuwl. mô tả khoa học đầu tiên năm 1915.